# Кунц, Чарли
Чарли Кунц (англ. Charley Koontz; род. 10 августа 1987, Конкорд, Калифорния, США) — американский актёр кино и телевидения. Известен по эпизодической роли Толстого Нила в ситкоме канала NBC «Сообщество» (2011-2015).

## Биография
Чарли Кунц родился 10 августа 1987 года в городе Конкорд, штат Калифорния, США. Детство будущего актёра проходило в области залива Сан-Франциско. Учился в школе Де Салле (англ. De La Salle High School), где участвовал в школьных постановках. Окончил Университет Лойола Мэримаунт в Лос-Анджелесе со степенью бакалавра театрального искусства.
В 2011-2015 годах появлялся в ситкоме «Сообщество», где играл эпизодического персонажа Толстого Нила, студента Гриндейла, который подвергается насмешкам из-за своей полноты. В 2015 году был утверждён на роль Дэниеля Крумица, компьютерного эксперта ФБР, в телесериале «C.S.I.: Киберпространство». Сериал был закрыт после двух сезонов. 
Помимо ролей на телевидении, Кунц также снялся в трёх фильмах Квентина Дюпье — «Шина», Неверно» и «Реальность».
В 2020 в качестве приглашённой звезды снялся в седьмом эпизоде второго сезона сериала «Пацаны».

## Фильмография
| Год  | Название на русском | Название на английском | Роль                |
| ---- | ------------------- | ---------------------- | ------------------- |
| 2010 | Шина                | Rubber                 | любитель кино Чарли |
| 2012 | Неверно             | Wrong                  | Ричард              |
| 2013 | Инфекция            | Contracted             | Зейн                |
| 2014 | Реальность          | Reality / Réalité      | прохожий на улице   |
| 2015 | Инфекция: Фаза II   | Contracted: Phase II   | Зейн                |

| Год       | Название на русском       | Название на английском | Роль                     | Примечания                                   |
| --------- | ------------------------- | ---------------------- | ------------------------ | -------------------------------------------- |
| 2011      | Идеальные пары            | Perfect Couples        | доставщик пиццы          | Эпизод: «Perfect Health»                     |
| 2011—2015 | Сообщество                | Community              | Толстый Нил              | 2-6 сезоны: 16 эпизодов, повторяющаяся роль  |
| 2012      | Пробуждение               | Awake                  | Тим Уэкс                 | Эпизод: «Ricky's Tacos»                      |
| 2012      | Дорогой доктор            | Royal Pains            | Оуэн                     | Эпизод: «Off Season Greetings» (1 и 2)       |
| 2013      | Американская семейка      | Modern Family          | Санта-Клаус              | Эпизод: «The Old Man & the Tree»             |
| 2015—2016 | C.S.I.: Киберпространство | CSI: Cyber             | агент ФБР Даниэль Крумиц | 1-2 сезоны: 31 эпизод, одна из главных ролей |
| 2017      | Это мы                    | This Is Us             | Зик                      | Эпизод: «The 20's»                           |
| 2020      | Пацаны                    | The Boys               | Томми Петерсон           | Эпизод: «Butcher, Baker, Candlestick Maker»  |
| 2022      | Хороший доктор            | The Good Doctor        | Фил Холл                 | Эпизод: «Rebellion»                          |
| 2022      | Морская полиция: Гавайи   | NCIS: Hawai'i          | Сигги Уильямс            | Эпизод: «Nurture»                            |